# Nhóm ngôn ngữ Oghur
Nhóm ngôn ngữ Oghur, Onogur hoặc Ogur (còn được gọi là Bulgar, Bulgar tiền nguyên thủy, hoặc Lir-Turkic và r-Turkic), là một nhánh của ngữ hệ Turk. Thành viên duy nhất còn tồn tại của nhóm là tiếng Chuvash. Là ngôn ngữ đầu tiên tách ra khỏi ngữ hệ Turk, nhóm ngôn ngữ Oghur cho thấy sự khác biệt đáng kể so với các ngôn ngữ Turk khác, tất cả đều có chung một tổ tiên sau này. Ngôn ngữ thuộc nhóm này từng được nói trong một số liên minh bộ lạc du mục, chẳng hạn như ngôn ngữ của người Onogur hoặc người Ogur, người Bulgar và người Khazar. Một số học giả coi tiếng Hung là một ngôn ngữ tương tự và gọi nhóm mở rộng này là Bulgar-Hung nguyên thủy.

## Ngôn ngữ Oghur theo số người bản ngữ
Ngữ hệ Turk bao gồm ít nhất 35 ngôn ngữ được ghi chép lại, được sử dụng bởi các dân tộc Turk. Số lượng người nói từ thống kê hoặc ước tính (2019) và được làm tròn:
| Số thứ tự | Tên            | Tình trạng | Số người bản xứ | Nước chính |
| --------- | -------------- | ---------- | --------------- | ---------- |
| 1         | Tiếng Chuvash  | Bị đe dọa  | 1.200.000       | Nga        |
| Toàn bộ   | Ngôn ngữ Oghur | Bị đe dọa  | 1.200.000       | Nga        |

## Lịch sử
Nhóm ngôn ngữ Oghur là một nhóm riêng biệt trong ngữ hệ Turk, trái ngược với các ngôn ngữ Turk thường. Ngày nay nó chỉ được đại diện bởi tiếng Chuvash. Nhóm ngôn ngữ Oghur bao gồm tiếng Bulgar và tiếng Khazar hiện nay không còn tồn tại nữa.
Không có sự đồng thuận giữa các nhà ngôn ngữ học về mối quan hệ giữa nhóm Oghur và nhóm Turk thường, và một số nghi vấn vẫn chưa được giải đáp:
- Có phải chúng là các nhánh song song của ngôn ngữ Turk nguyên thủy (3000-500 trước Công nguyên) và, nếu vậy, nhánh nào cổ xưa hơn?
- Có phải nhóm Oghur đại diện cho một dạng ngôn ngữ Turk cổ xưa (Archaic Turkic) trước những thay đổi ngữ âm vào thời gian 100-400 Công nguyên và nó (khi đó) có phải là một ngôn ngữ riêng biệt không?